# The Dish
Untitled Tomorrowland reboot är en amerikansk science fiction- och dramafilm som har premiär den 15 maj 2026. Filmen är regisserad av Steven Spielberg efter ett manus skrivet av Spielberg och David Koepp.

## Handling
Filmen som ingår i genren science-fiction handlar om UFO:n.

## Rollista (i urval)
- Emily Blunt
- Josh O'Connor
- Colin Firth
- Eve Hewson
- Colman Domingo
- Wyatt Russell
- Noah Robbins - agent Munsey
- Chavo Guerrero Jr.
- Lance Archer
- Brian Cage